# Harold Byrd Mountains
Die Harold Byrd Mountains sind eine Gruppe exponierter Berge und Nunatakker im westantarktischen Marie-Byrd-Land, die sich in ostwestlicher Ausrichtung zwischen dem unteren Abschnitt des Leverett-Gletschers und dem Südrand des Ross-Schelfeises verteilen. 
Entdeckt wurden sie im Dezember 1929 von der Mannschaft um den Geologen Laurence McKinley Gould (1896–1995) bei der ersten Antarktisexpedition (1928–1930) des US-amerikanischen Polarforschers Richard Evelyn Byrd. Benannt sind sie nach Byrds Cousin David Harold Byrd (1900–1986), einem texanischen Ölunternehmer, der einen finanziellen Beitrag zum Erwerb von Pelzen zur Ausstattung der Forschungsreise leistete.